# Jeruzalemski hram
Jeruzalemski hram ili Sveti dom (hebr.: בית המקדש, Bet HaMikdaš; "Sveta Kuća") odnosi se na niz građevina smještenih na Brdu hrama (Har HaBayit) u starom gradu Jeruzalemu.

## Izraelsko staro svetište
Hebreji iz doba patrijarha nisu znali za hram, iako su imali svoje sveto mjesto na kojem su „Jahvino ime zazivali“ kao Betel (=kuća Božja : Post 12,8); Beer Šeba (Post 21,32), Šekem (Post 33,18). Također je sveto mjesto Sinaj iz doba izlaska, posvetilo ga je Božje očitovanje. U kasnije vrijeme Izrael ima prenosivo svetište tako da Bog može neprekidno boraviti usred naroda dok ga vodi kroz pustinju.
U svim religijama hram je sveto mjesto na kojem, smatra se, biva ljudima prisutno 
božanstvo- da primi od ljudi kult te da ih učini dionicima svojih dobročinstava i svoga života.

## Davidova želja
Nakon što je uredio državu na način tadašnjih kraljevstava, David pomišlja i na posuvremjenje mjesta tradicionalnog kulta. Nakon što je sebi sagradio palaču, sanja o gradnji Jahvina hrama (2 Sam 7,1-4). Bog se tomu usprotivio. Neće David graditi Jahvi kuću (=hram), nego će Jahve graditi njemu vladarsku kuću, to jest dinastiju. 

## Salomonovo ostvarenje
Salomonu je njegov otac, David, za izgradnju hrama ostavio novac i zalihe robe, te plan gradnje kojim ga je nadahnuo Gospodin. Prema biblijskom izvještaju u izgradnji mu je pomogao kralj Hiram iz Tira, blizak Davidov prijatelj. Kralj Hiram poslao je kvalitetnu cedrovinu, koju je na putu pratio vrstan fenički obrtnik po imenu Hiram, kao i Tirski kralj (1 Kr 7, 13).
Izgradnja hrama trajala je 7 godina (1 Kr 6,38), a na njemu je radilo 120 000 ljudi, koji su radili u mjesečnim smjenama. Hram su 968 pr. Kr. počeli graditi fenički graditelji (1 Kr 5,32). 
Biblija opisuje hram kao veliki pothvat. Izgradnja hrama kao i njegov izgled opisani su u Prvoj Knjizi o kraljevima.

## Opis hrama i arheološki nalazi
Što se arhitekture tiče, Salomon se u izgradnji hrama ugledao na sjevernoegipatske hramove, a unutarnji je raspored po uzoru na orijentalne mezopotamske hramove. Hram je bio građen po uzoru na Sveti šator; razdioba je u osnovi ostala ista. Dijelovi od kojih se sastojao: vanjsko i unutarnje dvorište, predvorje hrama, Svetište i Svetište nad svetištima.
Vanjsko je dvorište bilo ograđeno palačama, raznim trijemovima i zgradama; imalo je četvera vrata, po jedna sa svake strane svijeta, prema kojima se uspinjalo stubama. U zgradama do dvorišta živjeli su svećenici i leviti i u njima su bili predmeti važni za službu u hramu. U sredini je dvorišta, na povišenom mjestu natkrit baldahinom, bila stolica za kraljeve iz doma Davidova. Odavde bi kraljevi govorili narodu.
Unutarnje dvorište, nešto povišenije od vanjskog, također je bilo četverokutno. Od vanjskog ga je dijelio zid od tri reda klesanog kamena i jednog reda cedrovine. Imalo je troja vrata. Na vrhu brda Morija, na kojem se hram nalazio, na povišenom mjestu, nalazio se žrtvenik za paljenice načinjen od neobrađenog kamena. Dimenzije su žrtvenika bile: dužina i širina po 10,50 m i visina 5,25 m. Između žrtvenika i hrama bio je veliki umivaonik koji je zbog svoje veličine zvan 'mjedenim morem' (5,25 m promjera i 2,63 m dubine), a uz njega se još nalazilo deset manjih umivaonika.
Predvorje je bilo široko 10,5 m i duboko 5,25 m. Visina nije poznata. Kao ures služila su dva mjedena stupa visoka po 9,45 m sa svake strane ulaza. Kroz to se predvorje ulazilo u Svetište iz unutarnjeg dvorišta.
Svetište je Hram u najužem smislu riječi. Bilo je dugačko oko 30 m, široko 10 m i visoko 15 m, (što je samo polovina veličine Panteona u Ateni), a izgrađeno od velikog četverokutnog kamenja. Zidovi su iznutra bili obloženi cedrovim daskama, pozlaćeni i urešeni raznim reljefima koji su predstavljali kerubine, palme i druge ukrase. Pod je bio prekriven dragocjenim mramorom, a svod od cedrovine; sve je bilo obloženo zlatom. U Svetištu se nalazio kadioni oltar, deset stolova na kojima su bili postavljeni kruhovi i svijećnjaci. S vanjske je strane Svetišta bilo ugrađeno oko trideset soba gdje su stanovali svećenici, leviti i pobožne žene. Samo je Svetište bilo skromnijih dimenzija jer narod nije slavio u njemu, nego u dvorištu.
Svetište nad svetištima, od Svetišta ograđeno zidom od cedrovine, imalo je unutrašnjost svu od zlata. Tu se nalazio Kovčeg Saveza s Mojsijevim pločama (1 Kr 8, 9), Aronovim štapom i posudom za manu. S obje su strane kovčega bili kerubini napravljeni od maslinovog drveta (1 Kr 6, 23) optočeni zlatom.
Ovaj hram, građen sedam godina (1 Kr 6, 38), posvećen 961. pr. Kr., srušio je 586. pr. Kr. babilonski kralj Nabukodonosor II. Na nekim kamenovima dužine 7 m, širine 2,5 m i visine 1 m, još danas vidimo feničke znakove koji su označavali gdje treba postaviti kamen. Općenito je malo arheoloških ostataka iz Davidovog i Salomonovog vremena. 
Na mjestu gdje je Salomon dao sagraditi hram danas stoje dvije muslimanske džamije: Omarova i Al-Aksa. To je područje danas veličine oko 150.000 m², 500 m dužine i 300 m širine.

## Hramsko bogoštovlje
Brigu o Hramu vodili su svećenici i leviti. Službe su im se odnosile na brigu oko čuvanja Kovčega saveza, službu pjevanja i sviranja u Hramu, spremanja posvećenih kruhova, klanja žrtvenih životinja. Među svećenicima je uvijek bio po jedan glavni, veliki svećenik, iz Aronovog potomstva.
Žrtve su bile krvne i nekrvne. Krvne su se žrtve dijelile na paljenice, okajnice za grijehe ili propuste i mirotvorne ili pričesnice, a sastojale su se od klanja životinje i škropljenja krvlju. Životinje koje su bile namijenjene žrtvovanju morale su biti bez tjelesne mane i biti određene dobi. Sam se obred žrtvovanja sastojao od dovođenja životinje u hramsko dvorište, polaganja ruku, klanja žrtve, škropljenja krvlju te podizanja žrtve. Nekrvne su žrtve bili razni prinosi i darovi. Ostali obredni oblici su molitva, čišćenje, zavjeti i post.
Zorobabel== Uništenje i obnova hrama ==
Godine 587. pr. Kr., nakon pada grada, Jeruzalem je bio izložen razaranju. Babilonci su hramsko svetište opljačkali i spalili do temelja, a stanovnici su odvedeni u babilonsko sužanjstvo. Nakon pada Babilona 539. pr. Kr. perzijski kralj Kir Veliki (koji je 515. pr. Kr. dozvolio obnovu hrama u Jeruzalemu) vratio je židovima slobodu. Godine 64. pr. Kr. Pompej Veliki i njegovi vojnici obeščastili su hram u Jeruzalemu, pobivši svećenike i branitelje Svete kuće. Herod Veliki potkraj 1. st odlučuje obnoviti Hram, koji je bio skroman, onakav kakvog su ga prije pet stotina godina sagradili Perzijanci (tada ga je gradio graditelj Zorobabel). Hram je imao predvorje, svetište i svetinju nad svetinjama-koja je u prvotnom Hramu čuvala Kovčeg saveza, koji je sada vjerojatno bio prazan, a Hram je stajao usred unutrašnjeg dvorišta, kojeg su okruživale različite zgrade.
Godine 66. izbio je ustanak u Judeji. Kad je Vespazijan preuzeo prijestolje, njegov sin Tit Flavije postao je glavni zapovjednik.
Godine 70. Judeja je pokorena, a jeruzalemski - Salomonov Hram, simbol židovske vjere, razoren te su Židovi kažnjeni izgonom. Od tada počinje židovska dijaspora.
(Ortodoksni) Židovi se okupljaju na molitvu kod Hakotel Hama'arabi (zapadni zid), kršćanima poznat kao „Zid plača“. Iako se često navodi da je to ostatak hrama, to je netočno. To je jedan od ostataka potpornog zida na kojem stoji plato gdje se nekad nelazio Hram. Iako se stvara utisak da Židovi pred njim plaču, riječ je o molitvi, jer židovi mole cijelim tijelom.(engl.)

## Isus Krist – novi hram
Kao i proroci, Isus iskazuje najdublje poštovanje starom hramu. Ondje ga Josip i Marija prikazuju (Lk 2, 22 – 39). Hram je za njega kuća Božja, kuća molitve i njega zato obuzima srdžba kad ga pretvaraju u mjesto za trgovanje (Mt 21, 12 – 17 ; Iv 2, 16). Unatoč tome Isus najavljuje propast Hrama, od kojeg neće ostat ni kamena na kamenu (Mt 24, 2). Prema Novom zavjetu u času Isusova posljednjeg daha razdire se zastor svetišta. To je znak brisanja posredništva svećenika između Boga i čovjeka. Židovski je hram prestao vršiti ulogu znaka Božje prisutnosti. Od sada je hram tamo gdje je Isus Krist (Mk 15, 38 ; Mt 27, 51).
Židovski povjesničar Josip Flavije u knjizi Židovski rat (V, 1-8) opisuje Jeruzalemski hram kao veličanstvenu građevinu koja je bila prepuna zlatnih ukrasa, te 35 me tara duga, a 10 metara široka. "Hram je bio, kako je već rečeno, podignut na povećem brežuljku... Sa svih strana obložen jakim zlatnim pločama, bliještao je, kada bi ga pogodile prve zrake izlazećega sunca, u najblještavijem sjaju i zasljepljivao oči onoga koji se prisiljavao gledati ga, tako da ih je morao odvraćati kao da gleda u samo sunce. A strancima koji su dolazili u Jeruzalem iz daljine se ukazivao kao snijegom pokriven brežuljak, jer tamo gdje nije bio pozlaćen, sjao je kao snijeg bijeli mramor." Isus je prorekao da će Jeruzalemski hram biti porušen i da od njega ne će ostati ni kamena na kamenu (Lk 21,6). Kristovo proročanstvo ubrzo se ispunilo kada je hram porušen u ratu cara Tita Flavija Vespazijana 70. godine.